# MTV Europe Music Awards 2009

Logo der MTV Europe Music Awards 2009

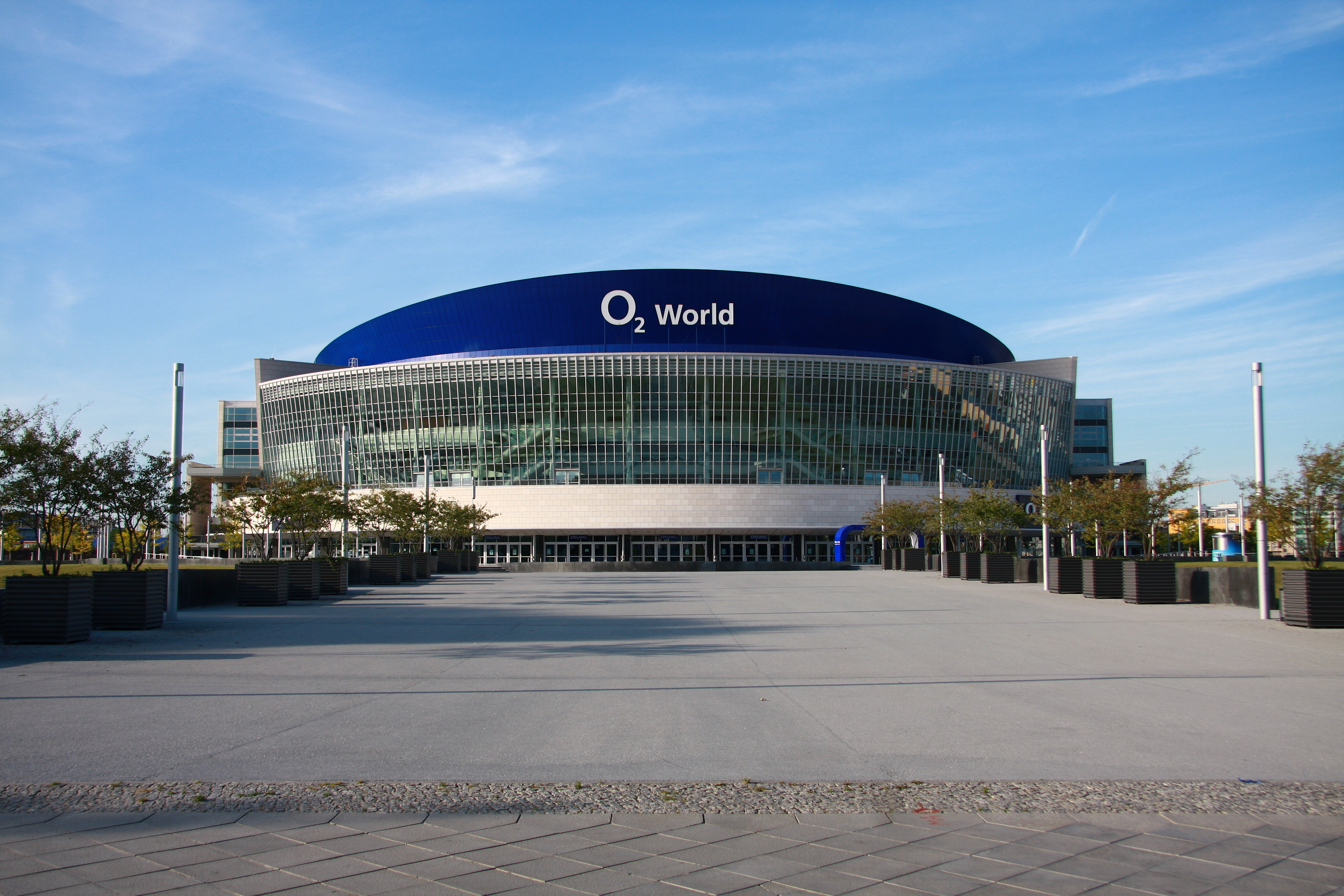
Der Austragungsort der Show: Die O_{2} World Berlin

Am Pariser Platz wurde ein Gratiskonzert von U2 gegeben

Die MTV Europe Music Awards 2009 wurden am 5. November 2009 in Berlin in der O2 World und vor dem Brandenburger Tor verliehen und fanden nach 1994 zum zweiten Mal in Berlin und nach Frankfurt am Main (2001) und München (2007) zum vierten Mal in Deutschland statt. Die offiziellen Nominierungen wurden am 21. September 2009 bekanntgegeben.
Moderiert wurde die Show wie bereits im Vorjahr von Katy Perry. Pete Wentz begleitete die Stars backstage mit der Kamera. Tokio Hotel, Beyoncé, Green Day, Leona Lewis, Shakira, U2, Jay-Z und die Foo Fighters traten live in der Show auf. Laudatoren waren Asia Argento, die Backstreet Boys, Bar Refaeli, Batista, Brody Jenner, David Guetta, David Hasselhoff, Jean Reno, Jesse Metcalfe, die Jonas Brothers, Juliette Lewis, Lil’ Kim, Matthias Schweighöfer, Miranda Cosgrove, Monica Bellucci und Wladimir Klitschko. Der deutsche MTV-Moderator Joko Winterscheidt sowie die Sängerin Joss Stone berichteten live vom „Roten Teppich“.
Mit drei Auszeichnungen war Beyoncé Knowles die große Gewinnerin des Abends. Eine weitere Besonderheit war der Live-Auftritt von U2 zunächst alleine, zum Abschluss der Show gemeinsam mit Jay-Z vor dem Brandenburger Tor.

## Nominierungen
Anmerkung: Die Gewinner sind in Fettschrift hervorgehoben.

### Bester Song
- Beyoncé – Halo
- The Black Eyed Peas – I Gotta Feeling
- David Guetta feat. Kelly Rowland – When Love Takes Over
- Kings of Leon – Use Somebody
- Lady Gaga – Poker Face

### Beste Gruppe
- The Black Eyed Peas
- Green Day
- Jonas Brothers
- Kings of Leon
- Tokio Hotel

### Bester Newcomer
- Daniel Merriweather
- La Roux
- Lady Gaga
- Pixie Lott
- Taylor Swift

### Bester weiblicher Act
- Beyoncé
- Katy Perry
- Lady Gaga
- Leona Lewis
- Shakira

### Bester männlicher Act
- Eminem
- Jay-Z
- Kanye West
- Mika
- Robbie Williams

### Bester Urban-Act
- Ciara
- Eminem
- Jay-Z
- Kanye West
- T.I.

### Bester Rock-Act
- Foo Fighters
- Green Day
- Kings of Leon
- Linkin Park
- U2

### Bester Alternative-Act
- Muse
- Paramore
- Placebo
- The Killers
- The Prodigy

### Bester Push-Künstler
- Daniel Merriweather
- Hockey
- La Roux
- Little Boots
- Metro Station
- Pixie Lott
- The Veronicas
- White Lies

### Beste World Stage Live-Performance
- Coldplay
- Kid Rock
- Kings of Leon
- Lady Gaga
- Linkin Park

### Bester Live Act
- Beyoncé
- Green Day
- Kings of Leon
- Lady Gaga
- U2

### Bestes Video
- Beyoncé – Single Ladies (Put a Ring on It)
- Britney Spears – Circus
- Eminem – We Made You
- Katy Perry – Waking Up in Vegas
- Shakira – She Wolf

### Bester Europäischer Act
Die Gewinner der regionalen Auszeichnungen wurden am 12. Oktober 2009 bekannt gegeben und traten im Wettbewerb um den Best European Act gegeneinander an.
- Deep Insight
- Dima Bilan
- Doda
- Lost
- maNga

## Regionale Auszeichnungen
Die fünf Interpreten mit den europaweit meisten Stimmen platzierten sich in der Kategorie Best European Act.

### Bester deutscher Act
- Jan Delay
- Peter Fox
- Silbermond
- Söhne Mannheims
- Sportfreunde Stiller

### Bester dänischer Act
- Dúné
- Jooks
- L.O.C.
- Medina
- Outlandish

### Bester finnischer Act
- Apulanta
- Cheek
- Deep Insight
- Disco Ensemble
- Happoradio

### Bester norwegischer Act
- Donkeyboy
- Maria Mena
- Paperboys
- Røyksopp
- Yoga Fire

### Bester schwedischer Act
- Adiam Dymott
- Agnes
- Darin
- Mando Diao
- Promoe

### Bester italienischer Act
- Giusy Ferreri
- J-Ax
- Lost
- Tiziano Ferro
- Zero Assoluto

### Bester Belgien und Niederlande Act
- Alain Clark
- The Black Box Revelation
- Esmée Denters
- Fedde Le Grand
- Milow

### Bester französischer Act
- David Guetta
- Olivia Ruiz
- Orelsan
- Rohff
- Sliimy

### Bester polnischer Act
- Afromental
- Ania Dąbrowska
- Doda
- Ewa Farna
- Jamal

### Bester spanischer Act
- Fangoria
- Macaco
- Nena Daconte
- Russian Red
- We Are Standard

### Bester russischer Act
- Centr
- Dima Bilan
- Kasta
- Sergey Lazarev
- Timati

### Bester rumänischer Act
- David Deejay feat. Dony
- Inna
- Puya feat. George Hora
- Smiley
- Tom Boxer feat. Jay

### Bester portugiesischer Act
- Buraka Som Sistema
- David Fonseca
- Os Pontos Negros
- X-Wife
- Xutos & Pontapés

### Bester Adria Act
- Darkwood Dub
- Dubioza Kolektiv
- Elvis Jackson
- Lollobrigida
- Superhiks

### Bester baltischer Act
- Chungin & the Cats of Destiny
- DJ Ella
- Flamingo
- Leon Somov & Jazzu
- Popidiot

### Bester arabischer Act
- Amr Mostafa
- Darine Hadchiti
- Joe Ashkar
- Ramy Sabry
- Rashed Al-Majed

### Bester ungarischer Act
- Esclin Syndo
- The Idoru
- The Kolin
- The Moog
- Zagar

### Bester türkischer Act
- Atiye Deniz
- Bedük
- Kenan Doğulu
- maNga
- Nil Karaibrahimgil

### Bester griechischer Act
- Elena Paparizou
- Monika
- Matisse
- Onirama
- Professional Sinnerz

### Bester israelischer Act
- Asaf Avidan & the Mojos
- Assaf Amdursky
- Infected Mushroom
- Ninet Tayeb
- Terry Poison

### Bester Schweizer Act
- Lovebugs
- Phenomden
- Ritschi
- Seven
- Stress

### Bester ukrainischer Act
- Antytila
- Druga Rika
- Green Grey
- KAMON!!!
- Lama

### Bester britischer Act
- Florence and the Machine
- La Roux
- Pixie Lott
- The Saturdays
- Tinchy Stryder